# راوية راشد
راوية راشد هي إعلامية مصرية وواحدة من أشهر الإعلاميات في مصر خلال فترة التسعينات، قدمت 25 برنامج خلال مشوارها الإعلامي، كان أشهرها برنامج خلف الأسوار.

## مؤلفات
- نازلي ملكة في المنفى.[3] وتم تحويلها لمسلسل بعنوان ملكة في المنفى صدر عام 2010.
- يوسف وهبي.[4]